# Cicindela pudibunda
Cicindela pudibunda is een keversoort uit de familie van de loopkevers (Carabidae). De wetenschappelijke naam van de soort is voor het eerst geldig gepubliceerd in 1860 door Carl Henrik Boheman.